# Nikki Dekker
Nikki Dekker (Amersfoort, 1989) is een Nederlandse schrijver en radiomaker. In 2022 verscheen haar debuutroman diepdiepblauw, die bekroond werd met het CCS Crone Stipendium en genomineerd werd voor De Bronzen Uil (shortlist) en De Boon (longlist). In 2023 werd Dekker door de Volkskrant uitgeroepen tot ‘literair talent van het jaar’.

## Biografie
Dekker behaalde een bachelor in literatuur aan de Universiteit van Amsterdam en volgde daarna een masteropleiding Creative Writing aan de Kingston University in Londen.
Dekker publiceerde essays en poëzie, waaronder het chapbook een voorwerp dat nog leeft (Uitgeverij Wintertuin, 2018). Ze maakte radiodocumentaires voor onder meer NTR en VPRO, en schreef het scenario voor de fictiepodcastserie De Brandstapel. Daarnaast is zij columnist voor het radioprogramma Vroege Vogels en lid van de redactie van het literaire tijdschrift Tirade.
In september 2024 verscheen haar tweede boek, Graafdier, een literaire verkenning door de aardbodem en de tijd. Het boek werd in 2025 genomineerd voor de Jan Hanlo Essayprijs.
Dekker was in 2024 deelnemer aan het televisieprogramma De Slimste Mens.